# مزرعة القرين
مزرعة القرين أو القرين هي قرية لبنانية من قرى قضاء الضنية في محافظة الشمال.